# Дувил ан Ож
Дувил ан Ож (фр. Douville-en-Auge) насеље је и општина у северној Француској у региону Доња Нормандија, у департману Калвадос која припада префектури Лисје.
По подацима из 2011. године у општини је живело 222 становника, а густина насељености је износила 35,98 становника/km². Општина се простире на површини од 6,17 km². Налази се на средњој надморској висини од 50 метара (максималној 149 m, а минималној 28 m).

## Демографија
| 1962. | 1968. | 1975. | 1982. | 1990. | 1999. | 2011. |
| ----- | ----- | ----- | ----- | ----- | ----- | ----- |
| 134   | 169   | 169   | 178   | 188   | 197   | 222   |

График промене броја становника у току последњих година